# Кладбище «Новозеландский аванпост №2»
Кладбище «Новозеландский аванпост №2» (англ. New Zealand No.2 Outpost Cemetery) — небольшое воинское кладбище комиссии Содружества наций по уходу за военными захоронениями расположенное в районе бухты Анзак, на Галлиполийском полуострове. На нём покоятся останки солдат Антанты погибших в Дарданелльской операции.

## Описание
Кентерберийский пехотный батальон новозеландских экспедиционных сил сформировал аванпосты №1 и 2 к 30 апреля 1915 года. Возле неплохо оборудованного поста № 2 разместились 16-й пункт эвакуации больных и раненных, а также походная стоматологическая лечебница новозеландского корпуса. Ожесточённые столкновения происходили на этом месте в конце мая, и в дальнейшем оно стало одной из стартовых площадок для битвы за хребет Сари-Баир.
Хоронить погибших здесь начали практически сразу после занятия этих позиций. В качестве кладбища стало использоваться с сентября 1915 года.
Сегодня кладбище занимает площадь в 430 квадратных метров и представляет собой 2 индивидуальных могилы солдат из Великобритании и одну длинную братскую могилу с останками 150 тел, чьи имена и подразделения остались неизвестны. Кроме того, имеются каменные надгробия 13 солдат из Новой Зеландии, ещё 10 из Великобритании и восьмерых военнослужащих Австралии, чей прах, как считается, находится среди похороненных. С севера и юга кладбище окаймлено тонкой оградой из кустарника, с восточной стороны высажена полоска деревьев. Западную границу кладбища представляет собой транспортная магистраль Сувла — Анзак.